# Campus Pontevedra
Der Campus Pontevedra ist ein in das galicische Universitätssystem integrierter Universitätscampus in der spanischen Stadt Pontevedra. 
Er ist von der Universität Vigo abhängig und bietet Grund- und Aufbaustudiengänge in den Bereichen Sozialwissenschaften, Gesundheitswissenschaften, Kunst und Design, Technik und Sport an.
Im Jahr 2023 waren am Campus Pontevedra 4215 Studierende eingeschrieben.

## Zentren und Infrastrukturen
Fünf Fakultäten befinden sich auf dem Campus A Xunqueira. Drei weitere befinden sich im Stadtzentrum. Die Universität in Pontevedra verfügt über eine Zentralbibliothek, Cafeterias, eine Universitätssporthalle, eine Kindertagesstätte, Grünanlagen und ein Vizerektorat in der Altstadt, in der Casa de las Campanas. Der CREA-Campus befindet sich in der Calle Benito Corbal 47.
Der Bahnhof Pontevedra-Universidad bedient den Campus von A Xunqueira mit dem Zug.